# Нидерар
Нидерар (њем. Niederahr) општина је у њемачкој савезној држави Рајна-Палатинат. Једно је од 192 општинска средишта округа Вестервалд. Према процјени из 2010. у општини је живјело 811 становника. Посједује регионалну шифру (AGS) 7143273.

## Географски и демографски подаци
Нидерар се налази у савезној држави Рајна-Палатинат у округу Вестервалд. Општина се налази на надморској висини од 300 метара. Површина општине износи 4,0 km². У самом мјесту је, према процјени из 2010. године, живјело 811 становника. Просјечна густина становништва износи 201 становника/km².